# Haloschizopera clotensis
Haloschizopera clotensis är en kräftdjursart som beskrevs av Moore och O’Reilly 1993. Haloschizopera clotensis ingår i släktet Haloschizopera, och familjen Miraciidae. Arten är reproducerande i Sverige.